# Буткерайт, Мириам
Мириам Буткерайт (нем. Miriam Butkereit; род. 8 мая 1994, Гамбург) — немецкая дзюдоистка, серебряный призёр Олимпийских игр 2024 года, трёхкратный бронзовый призёр чемпионатов мира 2022 и 2025 годов, призёр Европейских игр 2023 года.

## Биография
Мириам Буткерайт борется в весовой категории до 70 килограммов и представляет Германию на международной спортивной арене.
На чемпионате мира 2022 года, который проходил в Ташкенте, в командном соревновании, в составе сборной Германии Мириам завоевала бронзовую медаль.
В июне 2023 года, в польском Кракове, на Европейских играх, немецкая дзюдоистка в смешанном командном турнире стала обладателем серебряной медали.
На летних Олимпийских играх 2024 года в Париже Мириам завоевала серебряную медаль в весовой категории до 70 кг. В финальной схватке она уступила дзюдоистке из Хорватии Барбаре Матич.
В июне 2025 года на чемпионате мира в Будапеште в весовой категории до 70 кг завоевала бронзовую медаль. В схватке за третье место одолела соперницу из Австралии Эйфи Коглан. В смешанном командном турнире завоевала бронзовую медаль. 